# District de Lap Thach
Lập Thạch (Huyện Lập Thạch) est un district urbain de la province du Vĩnh Phúc en Viêt Nam. 

## Présentation
Il est placé sous la juridiction de la province de Vĩnh Phúc. La superficie est de 323,02 km2.
Il y a 1 ville (thị trấn) (Lập Thạch, chef-lieu), et 35 communes (xã) : Xuân Hòa, Quang Yên, Bạch Lựu, Hải Lựu, Bắc Bình, Thái Hòa, Liễn Sơn, Vân Trục, Đồng Quế, Nhân Đạo, Đôn Nhân, Phương Khoan, Liên Hòa, Tử Du, Tân Lập, Nhạo Sơn, Tam Sơn, Như Thụy, Yên Thạch, Bàn Giản, Xuân Lôi, Đồng Ích, Tiên Lữ, Văn Quán, Đồng Thịnh, Tứ Yên, Đức Bác, Đình Chu, Cao Phong, Triệu Đề, Sơn Đông, Quang Sơn, Ngọc Mỹ, Hợp Lý, Lãng Công.

## Démographie
La population du comté était de 207 052 habitants en 2004 ; structure de démographie : Kinh est prédominant, et minorité ethniques: Dao, Tày, Nùng, Sán Dìu, Hoa.